# Kilómetro Cuarenta y Siete
Kilómetro Cuarenta y Siete (abreviado Km. 47) es un ejido del municipio de Fronteras ubicado en el norte del estado mexicano de Sonora, en la región de la Sierra Madre Occidental en la zona del valle de Turicachi. El ejido es la cuarta localidad más habitada del municipio ya que según los datos del Censo de Población y Vivienda realizado en 2020 por el Instituto Nacional de Estadística y Geografía (INEGI), tiene un total de 96 habitantes.

## Geografía
Kilómetro Cuarenta y Siete se sitúa en las coordenadas geográficas 30°56′58″ de latitud norte y 109°32'36" de longitud oeste del meridiano de Greenwich, a una altura media de 1,136 metros sobre el nivel del mar.